# Monasterio de Lipovac
El Monasterio de Lipovac (en serbio cirílico : Манастир Липовац ; en serbio latín : Manastir Lipovac) es un monasterio ortodoxo serbio situado en Lipovac, en el municipio de Aleksinac y en el distrito de Nišava, en Serbia. Está registrado en la lista de monumentos culturales de gran importancia de la República de Serbia (identificador noo SK 225).
El monasterio está dedicado a San Esteban. En la actualidad, acoge a una comunidad de monjas.

## Localización
El monasterio está ubicado al noreste de Aleksinac, en una meseta que domina el nacimiento del río Svetostefanska. Durante la Edad Media, el monasterio formaba parte del conjunto fortificado de la fortaleza de Lipovac.

## Historia
La iglesia fue construida en la segunda mitad del siglo XIV y, si se ha de creer al arqueólogo Marko Popović, se erigió entre 1370 y 1375, sobre los cimientos de un edificio religioso que databa del siglo X. En cualquier caso, la actual iglesia fue construida antes de 1399. En su parte más antigua, hay un trifolio y está rematada por una cúpula; el nártex fue construido gracias a una donación del déspota Esteban Lazarević y su hermano Vuk. El monasterio fue saqueado varias veces por los otomanos, pero cada vez fue restaurado, la última vez en 1878, cuando el Principado de Serbia se independizó definitivamente de la Sublime Puerta. En 1869, bajo la administración del higúmeno Josif Živanović, se edificó un konak y, en 1883, se agregó un alto campanario a la fachada occidental.

## Frescos
Los frescos más antiguos conservados en la iglesia, los del nártex, se remontan a la época del déspota Esteban Lazarević, a finales del siglo XIV. Otras pinturas se añadieron en el siglo XV, especialmente para adornar la cúpula del edificio. En 1938, el pintor moldavo Rus Ivan Dikij repintó todo el interior del edificio.

## Tumba
La familia del fundador, el propio fundador, su esposa fallecida al dar a luz y sus tres hijos, están enterrados con ricos objetos funerarios en la esquina sudoriental de la iglesia. No conocemos la identidad de estas personas.

## Otros datos
El anacoreta Germán el Sinaíta vivió cerca de Lipovac a finales del siglo XIV, bajo un acantilado en la meseta que domina el monasterio.